# Сельга (приток Муромли)
Сельга, в верхнем течении Кушаль, — река в России, протекает по Прионежскому району Карелии. С севера и запада огибает деревню Матвеева Сельга. Устье реки находится в 12 км от устья Муромли по левому берегу, длина реки составляет 18 км.
Притоки: Изно — левый, Эверки — правый (из озера Эверки).

## Данные водного реестра
По данным государственного водного реестра России относится к Балтийскому бассейновому округу, водохозяйственный участок реки — Свирь без бассейна Онежского озера, речной подбассейн реки — Свирь (включая реки бассейна Онежского озера). Относится к речному бассейну реки Нева (включая бассейны рек Онежского и Ладожского озера).
Код объекта в государственном водном реестре — 01040100712102000012288.